# Mancor de la Vall
Mancor de la Vall település Spanyolországban, a Baleár-szigeteken. Mancor de la Vall Alaró, Escorca, Selva és Lloseta községekkel határos. Lakosainak száma 1702 fő (2024).

## Népesség
A település népessége az elmúlt években az alábbi módon változott:
| Lakosok száma | 924  | 947  | 991  | 1199 | 1324 | 1309 | 1383 | 1509 | 1569 | 1702 |
|               | 2001 | 2004 | 2006 | 2009 | 2011 | 2014 | 2016 | 2019 | 2021 | 2024 |